# Frederik Deburghgraeve
Frederik „Fred“ Edouard Robert Deburghgraeve (* 1. Juni 1973 in Roeselare) ist ein ehemaliger belgischer Schwimmer. Bei den Olympischen Spielen 1996 in Atlanta wurde er über 100 Meter Brust Olympiasieger. 1995 wurde er Europameister und 1998 konnte er über die gleiche Strecke zudem Weltmeister werden. Er war der erste belgische Olympiasieger im Schwimmen.

## Karriere
Der 1,76 Meter große Frederik Deburghgraeve gewann 1990 sowohl über 100 Meter Brust als auch über 200 Meter Brust die Bronzemedaille bei den Junioreneuropameisterschaften. Im Jahr darauf erreichte er bei den Europameisterschaften 1991 in Athen erstmals ein großes internationales Finale in der Erwachsenenklasse, als er über 100 Meter Brust den achten Platz erschwamm. Im Jahr darauf belegte er bei den olympischen Schwimmwettbewerben in Barcelona den 34. Platz über seine Spezialstrecke. Über 200 Meter Brust schied er als 19. der Vorläufe aus. Die belgische 4-mal-100-Meter-Lagenstaffel mit Yasuhiro Vandewalle, Frederik Deburghgraeve, Stefaan Maene und Marc Verbeeck wurde 16. unter 23 Staffeln.
1993 bei den Europameisterschaften in Sheffield erreichte Deburghgraeve über beide Bruststrecken das Finale. Über 100 Meter Brust verfehlte er als Vierter die Bronzemedaille um 0,06 Sekunden. Über 200 Meter Brust belegte er den achten Rang. Im Jahr darauf fanden die Weltmeisterschaften 1994 in Rom statt. Über 100 Meter Brust erkämpfte Deburggraeve die Bronzemedaille hinter den Ungarn Norbert Rózsa und Károly Gűttler. Über 200 Meter Brust wurde er 15. Bei den Europameisterschaften 1995 in Wien gewann Deburghgraeve über 100 Meter Brust den Titel vor Károly Gűttler und dem Russen Andrei Kornejew. Über 200 Meter Brust siegte Kornejew vor Güttler und Deburghgraeve.
Am 17. Februar 1996 stellte Deburghgraeve auf der 25-Meter-Bahn in 59,02 Sekunden über 100 Meter Brust einen Weltrekord auf. Auf der 50-Meter-Bahn schwamm er im Vorlauf der Olympischen Spiele in Atlanta in 1:00,60 Minuten ebenfalls Weltrekord. Im Finale schlug er nach 1:00,65 Minuten an und gewann die Goldmedaille vor Jeremy Linn aus den Vereinigten Staaten und dem Deutschen Mark Warnecke. Damit war er der erste belgische Schwimmolympiasieger überhaupt. Vier Tage später erreichte er über 200 Meter Brust nur das B-Finale, zu dem er nicht antrat. Zwei Jahre später bei den Weltmeisterschaften 1998 in Perth siegte Deburghgraeve über 100 Meter Brust vor dem Chinesen Qiliang Zheng und Kurt Grote aus den Vereinigten Staaten. Über 200 Meter Brust verpasste er als 19. der Vorläufe den Finaleinzug deutlich. Im Dezember 1998 verbesserte der Belgier seinen Kurzbahnweltrekord auf 58,79 Sekunden. Vor den Olympischen Spielen 2000 beendete er seine Karriere.
Deburghgraeve trainierte bei der Koninklijke Roeselaarse Zwemvereniging. Ab seinem achten Lebensjahr wurde er acht Jahre lang von seinem Vater trainiert. Danach leitete der Niederländer Ronald Gaastra das Training. Wobei weiterhin der Vater den Hauptanteil der Trainingsarbeit vor Ort übernahm, da Gaastra über 100 Kilometer entfernt von Roeselare lebte und nur einmal in der Woche anreiste. 1995, 1996 und 1998 wurde Frederik Deburghgraeve zu Belgiens Sportler des Jahres gewählt.
Nach seiner Karriere als Schwimmer wurde Frederik Deburghgraeve Schuhverkäufer. 2008 wurde er als dritter Belgier nach den Wasserballspielern Joseph Pletincx und Gérard Blitz in die International Swimming Hall of Fame aufgenommen.